# European Rugby Champions Cup (2019/2020)
European Rugby Champions Cup 2019/2020 (ze względów sponsorskich Heineken Champions Cup 2019/2020) – dwudziesty piąty sezon najbardziej prestiżowych rozgrywek klubowych w rugby union w Europie (a szósty od czasu przekształcenia w European Rugby Champions Cup). Ich organizatorem był European Professional Club Rugby. Zwycięzcą rozgrywek została angielska drużyna Exeter Chiefs, która zdobyła to trofeum po raz pierwszy w historii. W rozegranym w angielskim Bristolu finale pokonała ona francuską ekipę Racing 92.

## Uczestnicy i system rozgrywek
W rozgrywkach uczestniczyło 20 drużyn klubowych z sześciu krajów europejskich – uczestników Pucharu Sześciu Narodów. Automatyczną kwalifikację do udziału w rozgrywkach otrzymało po 6 najlepszych drużyn z poprzedniego sezonu rozgrywek angielskiej ligi Premiership i francuskiej ligi Top 14 oraz 7 drużyn z międzynarodowej ligi Pro14: po trzy najlepsze z każdej z dwóch konferencji oraz zwycięzcy play-off rozgrywanego między drużynami z czwartych miejsc (do klasyfikacji nie są wliczane uczestniczące w tej lidze drużyny z Afryki Południowej). Ostatnie, dwudzieste miejsce otrzymała drużyna, która uczestniczyła w półfinale ostatniej edycji European Rugby Challenge Cup (ponieważ zwycięzcy Champions Cup i Challenge Cup oraz drugi półfinalista zakwalifikowali się dzięki zdobyciu premiowanych miejsc w swoich ligach).
Uczestnicy rozgrywek:
| Premiership | Top 14                                                                      | Pro14 |
| --- | --------------------------------------------------------------------------- | --- |
| Anglia: - Saracens - Exeter - Gloucester - Northampton Saints - Harlequins - Bath - Sale Sharks (półfinalista Challenge Cup) | Francja: - Tuluza - Clermont - Lyon - Racing 92 - La Rochelle - Montpellier | Irlandia: - Leinster - Munster - Ulster - Connacht Walia: - Ospreys Szkocja: - Glasgow Warriors Włochy: - Benetton |

W pierwszej fazie drużyny podzielono na pięć grup po cztery drużyny. Wszystkie zespoły w grupie grały ze sobą dwukrotnie: mecz i rewanż. Awans do fazy pucharowej uzyskali zwycięzcy grup oraz trzy najlepsze drużyny z drugich miejsc. W kolejnej fazie rozgrywki toczyły się w systemie pucharowym (ćwierćfinały, półfinały i finał), a drużyny rozgrywały ze sobą tylko po jednym meczu. W fazie pucharowej drużyny były rozstawione zgodnie z ustalonym na podstawie fazy grupowej rankingiem (od miejsca w rankingu uzależnione było też przyznanie roli gospodarza w ćwierćfinałach i półfinałach).
W fazie grupowej drużyny otrzymywały 4 punkty za zwycięstwo, 2 punkty za remis i 0 punktów w przypadku porażki. Ponadto otrzymywały punkty bonusowe: 1 punkt za zdobycie co najmniej 4 przyłożeń w meczu (niezależnie od wyniku) i 1 punkt za porażkę różnicą najwyżej 7 punktów. W przypadku równej liczby punktów o wyższym miejscu w grupowej tabeli decydował bilans bezpośrednich spotkań (liczba punktów, bilans punktów, liczba przyłożeń), a w przypadku braku rozstrzygnięcia lub braku bezpośrednich spotkań (w kwalifikacji do play-off) kolejno: bilans punktów, liczba przyłożeń, mniejsza liczba kar indywidualnych (żółtych i czerwonych kartek) i losowanie.

## Faza grupowa
Losowanie grup odbyło się w Lozannie 19 czerwca 2019. Uwagę komentatorów przyciągnęło zwłaszcza zestawienie drużyn w grupie 4, w której znalazł się obrońca tytułu Saracens, półfinalista z poprzedniego sezonu Munster i dwukrotny finalista rozgrywek w ostatnich latach Racing 92.
Podział drużyn na grupy:
| Grupa 1                                           | Grupa 2                                                        | Grupa 3                                 | Grupa 4                                    | Grupa 5                                        |
| ------------------------------------------------- | -------------------------------------------------------------- | --------------------------------------- | ------------------------------------------ | ---------------------------------------------- |
| - Leinster - Lyon - Northampton Saints - Benetton | - Exeter Chiefs - Glasgow Warriors - La Rochelle - Sale Sharks | - Clermont - Ulster - Harlequins - Bath | - Saracens - Munster - Racing 92 - Ospreys | - Tuluza - Gloucester - Connacht - Montpellier |

Spotkania fazy grupowej odbyły się w następujących terminach: 15–17 i 22–24 listopada 2019, 6–8 i 13–15 grudnia 2019, 10–12 i 17–19 stycznia 2020.

### Grupa 1
Wyniki spotkań:
|                    | Leinster | Lyon  | Northampton Saints | Benetton |
| Leinster           | –        | 42:14 | 50:21              | 33:19    |
| Lyon               | 6:13     | –     | 24:36              | 28:0     |
| Northampton Saints | 16:43    | 25:14 | –                  | 33:20    |
| Benetton           | 0:18     | 25:22 | 32:35              | –        |

Tabela (w kolorze zielonym wiersze z drużynami, które awansowały do ćwierćfinału):
| Pozycja | Drużyna            | Mecze | Wygrane | Remisy | Porażki | Bilans punktów | Bilans przyłożeń | Punkty bonusowe | Punkty razem |
| ------- | ------------------ | ----- | ------- | ------ | ------- | -------------- | ---------------- | --------------- | ------------ |
| 1.      | Leinster           | 6     | 6       | 0      | 0       | 199:76         | 28:9             | 4               | 28           |
| 2.      | Northampton Saints | 6     | 4       | 0      | 2       | 166:183        | 19:25            | 3               | 19           |
| 3.      | Lyon               | 6     | 1       | 0      | 5       | 108:141        | 14:16            | 3               | 7            |
| 4.      | Benetton           | 6     | 1       | 0      | 5       | 96:169         | 12:23            | 2               | 6            |

### Grupa 2
Wyniki spotkań:
|                  | Exeter Chiefs | Glasgow Warriors | La Rochelle | Sale Sharks |
| Exeter Chiefs    | –             | 34:18            | 33:14       | 35:10       |
| Glasgow Warriors | 31:31         | –                | 7:12        | 13:7        |
| La Rochelle      | 12:31         | 24:27            | –           | 30:23       |
| Sale Sharks      | 20:22         | 7:45             | 25:15       | –           |

Tabela (w kolorze zielonym wiersze z drużynami, które awansowały do ćwierćfinału):
| Pozycja | Drużyna          | Mecze | Wygrane | Remisy | Porażki | Bilans punktów | Bilans przyłożeń | Punkty bonusowe | Punkty razem |
| ------- | ---------------- | ----- | ------- | ------ | ------- | -------------- | ---------------- | --------------- | ------------ |
| 1.      | Exeter Chiefs    | 6     | 5       | 1      | 0       | 186:105        | 25:14            | 5               | 27           |
| 2.      | Glasgow Warriors | 6     | 3       | 1      | 2       | 141:115        | 17:14            | 3               | 17           |
| 3.      | La Rochelle      | 6     | 2       | 0      | 4       | 107:146        | 14:18            | 2               | 10           |
| 4.      | Sale Sharks      | 6     | 1       | 0      | 5       | 92:160         | 11:21            | 3               | 7            |

### Grupa 3
Wyniki spotkań:
|            | Clermont | Ulster | Harlequins | Bath  |
| Clermont   | –        | 29:13  | 53:21      | 52:26 |
| Ulster     | 18:13    | –      | 25:24      | 22:15 |
| Harlequins | 19:26    | 10:34  | –          | 15:9  |
| Bath       | 17:34    | 16:17  | 19:25      | –     |

Tabela (w kolorze zielonym wiersze z drużynami, które awansowały do ćwierćfinału):
| Pozycja | Drużyna    | Mecze | Wygrane | Remisy | Porażki | Bilans punktów | Bilans przyłożeń | Punkty bonusowe | Punkty razem |
| ------- | ---------- | ----- | ------- | ------ | ------- | -------------- | ---------------- | --------------- | ------------ |
| 1.      | Clermont   | 6     | 5       | 0      | 1       | 207:114        | 24:15            | 4               | 24           |
| 2.      | Ulster     | 6     | 5       | 0      | 1       | 129:107        | 16:10            | 1               | 21           |
| 3.      | Harlequins | 6     | 2       | 0      | 4       | 114:166        | 13:20            | 2               | 10           |
| 4.      | Bath       | 6     | 0       | 0      | 6       | 102:165        | 12:20            | 5               | 5            |

### Grupa 4
Wyniki spotkań:
|           | Saracens | Munster | Racing 92 | Ospreys |
| Saracens  | –        | 15:6    | 27:24     | 44:3    |
| Munster   | 10:3     | –       | 21:21     | 33:6    |
| Racing 92 | 30:10    | 39:22   | –         | 40:27   |
| Ospreys   | 15:22    | 13:32   | 19:40     | –       |

Tabela (w kolorze zielonym wiersze z drużynami, które awansowały do ćwierćfinału):
| Pozycja | Drużyna   | Mecze | Wygrane | Remisy | Porażki | Bilans punktów | Bilans przyłożeń | Punkty bonusowe | Punkty razem |
| ------- | --------- | ----- | ------- | ------ | ------- | -------------- | ---------------- | --------------- | ------------ |
| 1.      | Racing 92 | 6     | 4       | 1      | 1       | 194:126        | 26:15            | 5               | 23           |
| 2.      | Saracens  | 6     | 4       | 0      | 2       | 121:88         | 13:10            | 2               | 18           |
| 3.      | Munster   | 6     | 3       | 1      | 2       | 124:97         | 13:10            | 2               | 16           |
| 4.      | Ospreys   | 6     | 0       | 0      | 6       | 83:211         | 11:28            | 2               | 2            |

### Grupa 5
Wyniki spotkań:
|             | Tuluza | Gloucester | Connacht | Montpellier |
| Tuluza      | –      | 35:14      | 32:17    | 23:9        |
| Gloucester  | 20:25  | –          | 26:17    | 29:6        |
| Connacht    | 7:21   | 27:24      | –        | 23:20       |
| Montpellier | 18:26  | 30:27      | 35:29    | –           |

Tabela (w kolorze zielonym wiersze z drużynami, które awansowały do ćwierćfinału):
| Pozycja | Drużyna     | Mecze | Wygrane | Remisy | Porażki | Bilans punktów | Bilans przyłożeń | Punkty bonusowe | Punkty razem |
| ------- | ----------- | ----- | ------- | ------ | ------- | -------------- | ---------------- | --------------- | ------------ |
| 1.      | Tuluza      | 6     | 6       | 0      | 0       | 162:85         | 19:9             | 3               | 27           |
| 2.      | Gloucester  | 6     | 2       | 0      | 4       | 140:140        | 19:14            | 6               | 14           |
| 3.      | Montpellier | 6     | 2       | 0      | 4       | 118:157        | 12:20            | 2               | 10           |
| 4.      | Connacht    | 6     | 2       | 0      | 4       | 120:158        | 15:22            | 2               | 10           |

## Faza pucharowa
Spotkania w fazie pucharowej zaplanowano pierwotnie w następujących terminach:
- ćwierćfinały – 3–5 kwietnia 2020,
- półfinały – 1–3 maja 2020,
- finał – 23 maja 2020 (na stadionie Stade de Marseille w Marsylii)[4].

Jednak z uwagi na pandemię COVID-19 16 marca 2020 ogłoszono przesunięcie ćwierćfinałów rozgrywek, a 24 marca 2020 także półfinałów i finału, bez wyznaczania nowych terminów. W czerwcu wskazano nowe terminy fazy pucharowej:
- ćwierćfinały – 18–20 września 2020,
- półfinały – 25–27 września 2020,
- finał – 17 października 2020[11].

Z powodu pandemii zrezygnowano z rozgrywania finału w Marsylii (zaplanowano tam w tej sytuacji finał kolejnego sezonu rozgrywek), a z uwagi na znaczne przesunięcie w czasie terminów fazy pucharowej dopuszczono możliwość wystąpienia zawodników w innych klubach, niżte, które reprezentowali w fazie grupowej.

### Drabinka
|  |              |                    |              |           |    |           |               |           |  |  |       |       |       |
|  | Ćwierćfinały | Ćwierćfinały       | Ćwierćfinały |           |    | Półfinały | Półfinały     | Półfinały |  |  | Finał | Finał | Finał |
|  | Ćwierćfinały | Ćwierćfinały       | Ćwierćfinały |           |    | Półfinały | Półfinały     | Półfinały |  |  | Finał | Finał | Finał |
|  |              |                    |              |           |    |           |               |           |  |  |       |       |       |
|  |              |                    |              |           |    |           |               |           |  |  |       |       |       |
|  | 2            | Exeter Chiefs      | 38           |           |    |           |               |           |  |  |       |       |       |
|  | 2            | Exeter Chiefs      | 38           |           |    |           |               |           |  |  |       |       |       |
|  | 7            | Northampton Saints | 15           |           |    |           |               |           |  |  |       |       |       |
|  | 7            | Northampton Saints | 15           |           |    | 2         | Exeter Chiefs | 28        |  |  |       |       |       |
|  |              |                    |              |           |    | 2         | Exeter Chiefs | 28        |  |  |       |       |       |
|  |              |                    | 3            | Tuluza    | 18 |           |               |           |  |  |       |       |       |
|  | 3            | Tuluza             | 3            | Tuluza    | 18 | 36        |               |           |  |  |       |       |       |
|  | 3            | Tuluza             |              |           |    |           |               |           |  |  |       |       |       |
|  | 6            | Ulster             | 8            |           |    |           |               |           |  |  |       |       |       |
|  | 6            | Ulster             | 8            |           |    | 2         | Exeter Chiefs | 31        |  |  |       |       |       |
|  |              |                    |              |           |    |           |               |           |  |  |       |       |       |
|  |              |                    | 5            | Racing 92 | 27 |           |               |           |  |  |       |       |       |
|  | 4            | Clermont           | 5            | Racing 92 | 27 | 27        |               |           |  |  |       |       |       |
|  | 4            | Clermont           |              |           |    |           |               |           |  |  |       |       |       |
|  | 5            | Racing 92          | 36           |           |    |           |               |           |  |  |       |       |       |
|  | 5            | Racing 92          | 36           |           |    | 5         | Racing 92     | 19        |  |  |       |       |       |
|  |              |                    |              |           |    | 5         | Racing 92     | 19        |  |  |       |       |       |
|  |              |                    | 8            | Saracens  | 15 |           |               |           |  |  |       |       |       |
|  | 1            | Leinster           | 8            | Saracens  | 15 | 17        |               |           |  |  |       |       |       |
|  | 1            | Leinster           |              |           |    |           |               |           |  |  |       |       |       |
|  | 8            | Saracens           | 25           |           |    |           |               |           |  |  |       |       |       |
|  | 8            | Saracens           | 25           |           |    |           |               |           |  |  |       |       |       |

### Ćwierćfinały
Mecz Leinster – Saracens był rewanżem za finał poprzedniej edycji turnieju. Zwycięstwo Saracens oznaczało zakończenie świetnej passy Leinsteru, który we wcześniejszych meczach sezonu 2019/2020 odniósł same zwycięstwa.
| 19 września 2020 | Leinster                                                             | 17:25(3:25) | Saracens                                    | Aviva Stadium, Dublin Widzów: 0 Sędzia: Pascal Gaüzère |
| 19 września 2020 | Jonathan Sexton 7 (2pd K), Andrew Porter 5 (P), Jordan Larmour 5 (P) | 17:25(3:25) | Alex Goode 16 (P pd 3K), Elliot Daly 6 (2K) | Aviva Stadium, Dublin Widzów: 0 Sędzia: Pascal Gaüzère |

| 19 września 2020 | Clermont | 27:36(8:24) | Racing 92                                                                                          | Stade Marcel-Michelin, Clermont-Ferrand Widzów: 5000 Sędzia: Romain Poite |
| 19 września 2020 | Camille Lopez 7 (2pd K), Étienne Falgoux 5 (P), Wesley Fofana 5 (P), Kōtarō Matsushima 5 (P), Damian Penaud 5 (P) | 27:36(8:24) | Teddy Iribaren 20 (pd 6K), Maxime Machenaud 6 (2K), Louis Dupichot 5 (P), François Trinh-Duc 5 (P) | Stade Marcel-Michelin, Clermont-Ferrand Widzów: 5000 Sędzia: Romain Poite |
| 19 września 2020 | Étienne Falgoux · Rabah Slimani                                                                                   | 27:36(8:24) | Dominic Bird · Ali Oz                                                                              | Stade Marcel-Michelin, Clermont-Ferrand Widzów: 5000 Sędzia: Romain Poite |

| 20 września 2020 | Tuluza                                                                                  | 36:8(15:3) | Ulster              | Stade Ernest-Wallon, Tuluza Widzów: 5000 Sędzia: Wayne Barnes |
| 20 września 2020 | Thomas Ramos 16 (P 4pd K), Cheslin Kolbe 10 (2P), Antoine Dupont 5 (P), Pita Ahki 5 (P) | 36:8(15:3) | John Cooney 8 (P K) | Stade Ernest-Wallon, Tuluza Widzów: 5000 Sędzia: Wayne Barnes |

| 20 września 2020 | Exeter Chiefs | 38:15(14:10) | Northampton Saints                                                 | Sandy Park, Exeter Widzów: 0 Sędzia: Matthew Carley |
| 20 września 2020 | Joe Simmonds 11 (4pd K), Jacques Vermeulen 10 (2P), Jack Maunder 5 (P), Jack Nowell 5 (P), Jonny Hill 5 (P), Gareth Steenson 2 (pd) | 38:15(14:10) | Teimana Harrison 5 (P), Fraser Dingwall 5 (P), Dan Biggar 5 (pd K) | Sandy Park, Exeter Widzów: 0 Sędzia: Matthew Carley |

### Półfinały
| 26 września 2020 | Racing 92                                                           | 19:15(9:6) | Saracens           | Paris La Défense Arena, Paryż Widzów: 1000 Sędzia: Nigel Owens |
| 26 września 2020 | Teddy Iribaren 9 (3K), Maxime Machenaud 5 (pd K), Juan Imhoff 5 (P) | 19:15(9:6) | Alex Goode 15 (5K) | Paris La Défense Arena, Paryż Widzów: 1000 Sędzia: Nigel Owens |

| 26 września 2020 | Exeter Chiefs                                                       | 28:18(14:11) | Tuluza                                                            | Sandy Park, Exeter Widzów: 0 Sędzia: Andrew Brace |
| 26 września 2020 | Joe Simmonds 13 (P 4pd), Harry Williams 10 (2P), Sam Simmonds 5 (P) | 28:18(14:11) | Thomas Ramos 8 (pd 2K), Alban Placines 5 (P), Matthis Lebel 5 (P) | Sandy Park, Exeter Widzów: 0 Sędzia: Andrew Brace |

### Finał
| 17 października 2020 | Exeter Chiefs                                                                                                   | 31:27(21:12) | Racing 92                                                                                                 | Ashton Gate, Bristol Widzów: 0 Sędzia: Nigel Owens |
| 17 października 2020 | Joe Simmonds 11 (4pd K), Luke Cowan-Dickie 5 (P), Sam Simmonds 5 (P), Harry Williams 5 (P), Henry Slade 10 (2P) | 31:27(21:12) | Simon Zebo 10 (2P), Juan Imhoff 5 (P), Camille Chat 5 (P), Maxime Machenaud 5 (pd K), Finn Russell 2 (pd) | Ashton Gate, Bristol Widzów: 0 Sędzia: Nigel Owens |
| 17 października 2020 | Tomas Francis                                                                                                   | 31:27(21:12) | | Ashton Gate, Bristol Widzów: 0 Sędzia: Nigel Owens |

## Statystyki turnieju
Najwięcej punktów w rozgrywkach – 95 – zdobył Joe Simmonds z Exeter Chiefs. Najwięcej przyłożeń w rozgrywkach – 8 – zdobył jego brat Sam Simmonds z tej samej drużyny. Także Sam Simmonds został uznany przez European Professional Club Rugby za najlepszego gracza sezonu.